# Kyrillos von Skythopolis
Kyrillos von Skythopolis (* um 524 in Skythopolis (Palästina); † etwa 558) verfasste als Hagiograph mehrere Viten der großen Mönchsväter der Spätantike.
Seine religiösen Eltern waren mit Sabas bekannt und richteten Kyrillos' Erziehung ganz auf das Mönchtum aus. 542 wurde er Mönch und Lektor. Er  orientierte sich an den Ratschlägen des Johannes Hesychastes in der Alten Laura. 544 trat er in das Euthymioskloster bei Jerusalem ein; 554 zog er mit Gefährten in die Neue Laura, ein ehemaliges Zentrum der Origenisten. Anfang 556 siedelte er in die große Sabas-Laura über.
Neben den Viten der ihm noch persönlich bekannten Sabas und Johannes Hesychastes stammt von ihm die Lebensbeschreibung des Euthymius von Melitene, des Anachoreten Kyriakos, des Koinobiarchen Theodosios, des Theognios und des Abraham von Krateias. Seine Viten sind die Hauptquellen für das palästinensische Mönchtum im fünften und sechsten Jahrhundert.

## Ausgabe seiner Schriften
- Eduard Schwartz (Hrsg.): Kyrillos von Skythopolis (= Texte und Untersuchungen zur Geschichte der altchristlichen Literatur. Reihe 4, Band 4, H. 2 = Band 49, H. 2 der ganzen Reihe). Hinrichs, Leipzig 1939.